# Молли Блэкуотер
«Молли Блэкуотер» — книжный цикл писателя-фантаста Ника Перумова в жанре стимпанк с элементами славянского фэнтези. Основная аудитория «Приключений Молли Блэкуотер» — подростки, Young Adult.
Первая книга, «За краем мира», издана в 2016 издательством «Эксмо» (первые главы романа вышли в 2015 году в сборнике «Бомбы и бумеранги» издательства АСТ). За ней последовали «Сталь, пар и магия» и «Остров Крови».
Сюжет романа был позаимствован создателями фильма «Эбигейл» (2019)

## Сюжет

### Вымышленный мир
Мир, в котором происходит действие трилогии, возник в результате катаклизма — большой остров Бриатанния (аналог Британии) стал полуостровом и соединился в северных своих областях с землями, напоминающими Русскую равнину. Катаклизм смешал не только земли, но и времена — если в Бриатаннии царит эпоха пара, то на землях русских — примерно предпетровское время.
Бриатанния — империя, аналогичная викторианской Британской империи. Ей требуется всё больше места, ресурсов, и она начинает теснить русских вглубь их земель, за хребет Карн Дред. Начинается война.
Паровые машины в мире Молли Блэкуотер имеют более высокий КПД, чем в нашей реальности, и потому в Империи во всех сферах жизни торжествуют паровые технологии, начиная от бытовых приборов и заканчивая тяжёлой военной техникой. Есть и магия, считающаяся сродни неизлечимой болезни, которая проявляется у человека исподволь, а потом, резко усиливаясь, превращает его в чудовище и убивает в огне страшного взрыва. Потому в Империи заведён Особый Департамент, занимающийся выявлением и своевременным обезвреживанием магиков. Впрочем, не всё так просто.
Цивилизация русских основана не на технологиях, а на принципе природосообразности и экологичности: тяжёлая промышленность в стадии становления, отсутствует жёсткое социальное расслоение, нет культа механизмов. При этом, русские научились обуздывать магию и применять на пользу общества. Потому, в отличие от Империи, магия у русских — не приговор, а знак судьбы.
Люди Империи считают русских «варварами», называют их Rooskies, копируя самоназвание. Из других стран упоминаются: Теотония, Галлия.

### За краем мира
Главная героиня романа — 12-летняя девочка по имени Моллинэр Эвергрин Блэкуотер. Она дочь доктора из состоятельной семьи и проживает в Норд-Йорке — крупном промышленном городе возле северных границ Империи, куда долетает громыхание с фронта. Молли хорошо учится, интересуется техникой, в свободное время гуляет по городу с другом Сэмми — мальчиком из неблагополучных районов, и однажды открывает в себе дар предвидения. Спасаясь от преследований Особого Департамента, Молли сбегает из дома.
Молли получает помощь от Всеслава и под чужим именем поступает юнгой на бронепоезд «Геркулес», который выдвигается для поддержки войск в предгорья Карн Дреда. Во время боя Молли похищают волк и медведь, которые оказываются молодыми магами-оборотнями Rooskies — бежавшим из плена Всеславом и его сестрой Таньшей. Они приносят Молли к одной из чародеек своего народа — Предславе Меньшой, младшей из трёх сестёр-волшебниц. Предслава сообщает, что Молли должна оплатить «долг крови» (поскольку стреляла в них) и научиться управлять своей магией. Потому оборотни сопровождают Молли к целительнице Вольховне Средней — сестре Предславы.
Война не позволяет окончить обучение магии, и вскоре Вольховна и Молли оказываются на передовой. Защищая госпиталь русских в бою, Молли растрачивает силы и едва не погибает, но ей приходят на помощь и отправляют к старшей сестре-волшебнице. Эта лесная ведьма в колдовской усадьбе посреди густых лесов заставляет девочку учиться, чтобы в итоге обуздать проснувшийся вулкан. Колдунья и Молли отправляются к Чёрной горе. Там им удаётся успокоить вулкан и сразиться с тенями. С оборотнями Молли отправляется на фронт и помогает остановить прорыв армии Королевства через перевал.
В Норд-Йорк Молли возвращается, утратив магию, в сопровождении оборотней. Однако в родном доме на неё устроил засаду Особый Департамент.

## Критика и оценки
К выходу романа «За краем мира» Ник Перумов провёл встречи с читателями в нескольких российских городах: Новосибирске, Екатеринбурге, Самаре, Петербурге и Москве.
«Очень неплохое начало цикла — колоритный мир, увлекательный сюжет и довольно перспективная героиня. Но в дальнейшем хотелось бы больше острых психологических коллизий — ведь этим и отличаются лучшие образцы Young Adult». (Борис Невский, журнал «Мир Фантастики»). 

## Отсылки
В книге заложены отсылки к разным произведениям и историческим личностям:
- Имя кока бронепоезда Джона Сильвера заимствовано из романа Роберта Льюиса Стивенсона «Остров сокровищ», где Джон Сильвер — пират XVIII века.

- Задира и забияка Билли Мюррей — американский актёр и режиссёр Билл Мюррей.

- Три сестры-волшебницы Rooskies — три Бабы-Яги из русских народных сказок[каких?].

- Фамилия Блэкуотер (Blackwater) — намёк на самую крупную частную военную компанию Academi.

- У Молли есть одноклассница Кейт Миддлтон — девочка, рассказывающая всем, что в будущем обязательно выйдет замуж за принца. Кэтрин, герцогиня Кембриджская — супруга герцога Кембриджского.

## Статьи
- Рецензия на книгу Молли Блэкуотер. За краем мира. Журнал Мир Фантастики. Борис Невский
- «Сражайся, Молли, сражайся» Беседа: Вячеслав Суриков и Ник Перумов. Журнал Эксперт
- Издательство ЭКСМО. Книга «Молли Блэкуотер. За краем мира»
- Перумов: «Новая книга — это попытка поговорить с подростками»